# Ayman Alkurd
Ayman Alkurd (* um 1975; † 14. Januar 2009) war ein palästinensischer Fußballspieler und zum Zeitpunkt seines Todes Mitglied der palästinensischen Fußballnationalmannschaft. Daneben spielte Alkurd auch für den Verein Falasteen Al-Ryadi.
Er starb im Januar 2009 im Alter von 34 Jahren, als während der Militäroperation Gegossenes Blei sein Haus von Bomben der israelischen Streitkräfte getroffen wurde. Im Zuge der Militäroperation kamen auch die ehemaligen Nationalspieler Wajeh Moshtahe und Shadi Sbakhe sowie das Mitglied des Nationalen Olympischen Komitees von Palästina Khalil abed Jaber ums Leben.